# Gutsanlage Haneworth
Die Gutsanlage Haneworth in der niedersächsischen Gemeinde Lamstedt-Haneworth (westlich von Lamstedt), Samtgemeinde Börde Lamstedt, im Landkreis Cuxhaven, stammt aus dem 20. Jahrhundert. Aktuell (2024) wird sie landwirtschaftlich genutzt.
Die Anlage steht unter Denkmalschutz (siehe auch Liste der Baudenkmale in Lamstedt).

## Geschichte und Beschreibung
Die Gutsanlage entstand 1914 durch eine Initiative von Christian Diederich Hahn (1859–1918, MdR, nationalliberal, später rechtskonservativ). Er wollte hier eine Kultivierungsgenossenschaft für die umliegenden Moor- und Heideflächen gründen, zur Sicherzustellung der Ernährung im Ersten Weltkrieg. Hahn hatte zum Aufbau des Gutes einen großen Teil des Landes erworben. Zeitgleich entstand ab 1914 ein zeittypischer parkartiger Garten nach Plänen des Königlichen Gartenbaudirektors Georg Hölscher (Harburg), mit einer bürgerlich-repräsentativen Gestaltungskonzeption und den Wechselbeziehungen zwischen Gut und der umgebenden Landschaft. Die nähere Landschaft wurde melioriert; Schafweiden wurden zu Ackerland. Diese Neustrukturierung der Landschaft erfolgte auch durch Pflanzungen von Hecken und eine Kammerung des Umlandes. Dem Mustergut kommt heute eine besondere landschaftliche Bedeutung zu als besonderer Gestaltungsinhalt. Das Gutshaus selbst sollte das Wohnhaus für Hahn und seine Familie werden.
Die Gutsanlage besteht aus
- dem eingeschossigen giebelständigen Wohn- und Wirtschaftsgebäude von 1914 (Inschrift) für Diederich Hahn im Heimatstil als Hallenhaus in Fachwerk mit Steinausfachungen und pfannengedecktem Satteldach mit Uhlenloch; der Wirtschaftsgiebel mit einem Rasterfachwerk und der modernisierten Türanlage mit geradem Abschluss an Stelle der Grooten Door wurde im oberen Giebeldreieck regionaltypisch senkrecht verbrettert, die bauzeitliche aufwändige Innenausstattung ist zum Teil erhalten,[2]
- dem Gutspark als parkartigem Garten von 1914/18 im Stil einer sich wandelnden Gartenkunst, mit geometrisch gegliederten Waldparzellen und einer mit Lindenbäumen alleeartig bepflanzten Zufahrt; die Gesamtanlage ist umgeben von einem annähernd zwei Meter hohen Erdwall, mit zwei „Neugierden“, die den Blick in die weite Landschaft ermöglichten, sowie südlich vor den Wohnräumen des Hauses ein privater Rosengarten,[3]
- sowie den weiteren nicht denkmalgeschützten Anlagen.

Das Landesdenkmalamt befand u. a.: „… in Formen des Heimatschutz- und Reformstils erbaut.“